# ヨーロッパの神社一覧
ヨーロッパの神社一覧は、ヨーロッパに鎮座している神社の一覧である。

## サンマリノ
- サンマリノ神社[1]

## フランス
- フランス和光神社[2]

## オランダ
- 山蔭神道日蘭親善斎宮

## イギリス
・フォーダム松尾神社